# Wysoczyzna Osielska

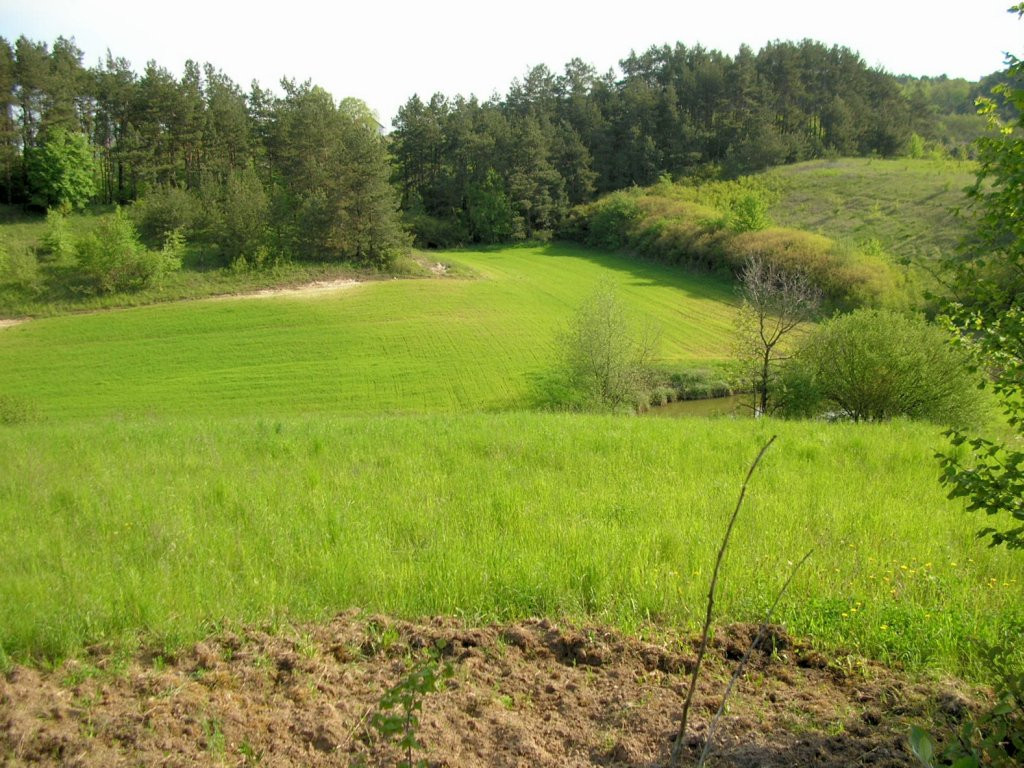
Obniżenie

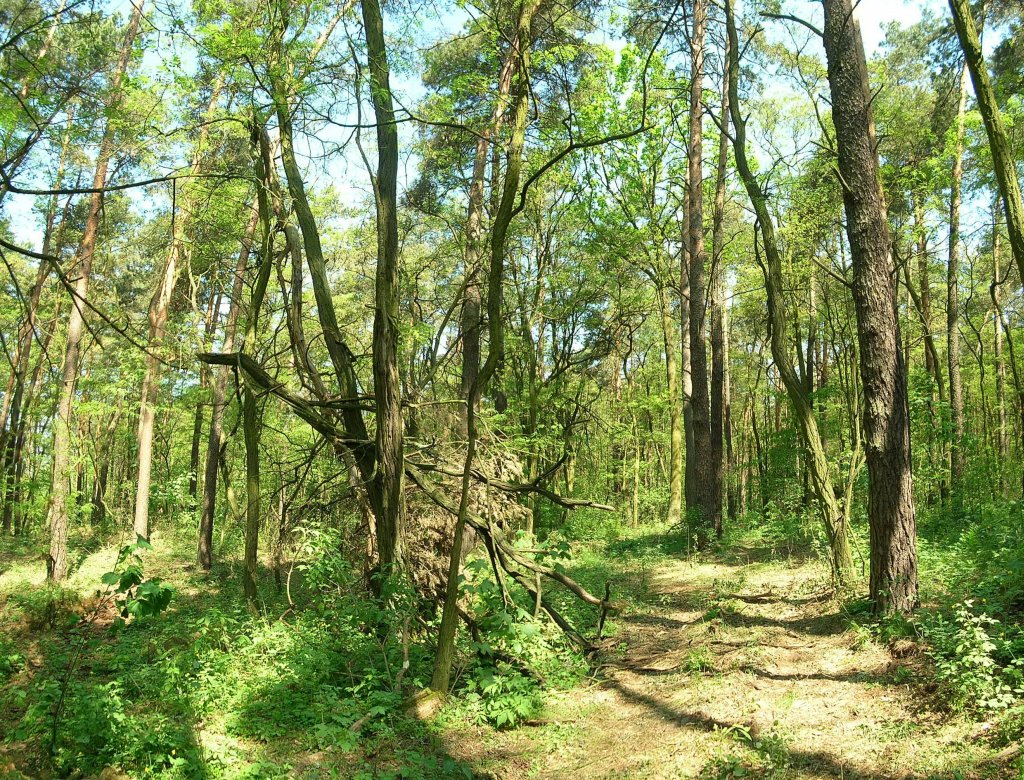
Las Jastrzębie

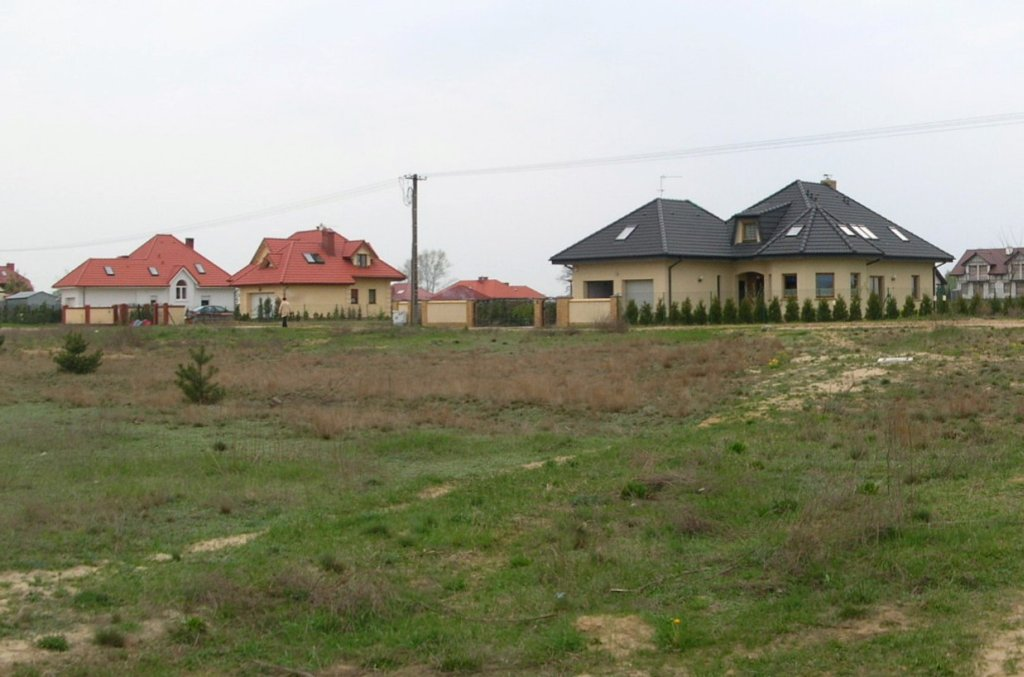
Zabudowa podmiejska w Niemczu

Wysoczyzna Osielska – mikroregion fizycznogeograficzny (314.732) w północnej Polsce, w gminach: Bydgoszcz, Osielsko i Dobrcz, stanowiący południowy fragment Wysoczyzny Świeckiej.

## Położenie
Mikroregion przylega od strony wschodniej do Doliny Brdy, zaś na północy sięga do miejscowości Borówno. Nazwa pochodzi od wsi gminnej Osielsko, położonej na północ od Bydgoszczy.
Strefę zboczową wysoczyzny z pradoliną Noteci-Warty na południu i Doliną Dolnej Wisły na wschodzie zajmuje odrębny mikroregion – Zbocze Fordońskie.

## Charakterystyka
Wysoczyzna Osielska jest wysoczyzną morenową o wysokościach bezwzględnych 93–95 m n.p.m., przy czym najwyższe wysokości osiągają 103–105 m n.p.m.. Główną cechą mikroregionu jest występowanie piasków w warstwach powierzchniowych, przy niewielkim obszarowo udziale glin morenowych. Miąższość osadów piaszczystych jest zróżnicowana i dochodzi do kilkunastu metrów, ale przeciętnie jest to wartość 2–3 m. Zalegają one na glinie morenowej, której strop wykazuje ślady działalności erozyjnej wód roztopowych. Miąższość osadów czwartorzędowych sięga 30–50 m.
Charakterystyczne jest występowanie dużej liczby obniżeń, zarówno wytopiskowych, jak i deflacyjnych o niewielkiej głębokości (2–3 m). Na obszarach piaszczystych występują niewielkie wydmy śródlądowe pochodzenia eolicznego (okolice Jarużyna, Mariampola, Osielska). Wysoczyzna charakteryzuje się wysokim poziomem wód podziemnych (2-2,5 m).

### Wody
Na powierzchni Wysoczyzny często występują niewielkie zbiorniki wodne (Niemcz, Osielsko, Żołędowo, Augustowo). Cały obszar jest zmeliorowany, a wody odprowadzane są często do cieków odpływających do pradoliny Noteci-Warty lub na obszar sandru Brdy. Na granicy mikroregionu w płytkiej rynnie subglacjalnej występuje ciąg jezior: Borówno, Kusowo.

### Gleby
W strukturze gleb przeważają gleby brunatne wyługowane kwaśne oraz gleby bielicowe. Lokalnie występują gleby płowe i rdzawe, a w obniżeniach terenu: murszowo-mineralne, rzadziej czarne ziemie i gleby torfowo-mułowe. Cechują się one przeciętną przydatnością rolniczą (5-7 kompleks glebowo-rolniczy, IV-V klasa gleb).

### Roślinność
Mało urodzajne gleby powodują, że znaczną powierzchnię mikroregionu zajmują lasy. Największym kompleksem jest tzw. Las Jastrzębie na północ od Fordonu. Pod względem siedliskowym są to siedliska boru świeżego oraz boru mieszanego świeżego. Stosunkowo dużą powierzchnię zajmują siedliska lasu mieszanego (ubogie grądy), głównie w okolicach Niemcza i Żołędowa oraz lokalnie olsy. W składzie gatunkowym dominuje sosna zwyczajna. Płatowo występują również nasadzenia dębów, brzozy i olszy.
Ważnym ekologicznie i fizjonomicznie składnikiem krajobrazu są zadrzewienia śródpolne. Związane są z obszarami podmokłymi, ciekami i rowami melioracyjnymi, gdzie występuje olsza, topole i wierzby. Wzdłuż dróg spotyka się również zadrzewienia dębu (na północ od Osielska, Żołędowo, Czarnówczyn).

### Osadnictwo
Wysoczyzna Osielska cechuje się gęstą siecią osadnictwa wiejskiego oraz rozwijającym się zainwestowaniem charakterystycznym dla strefy podmiejskiej (rzemiosło, usługi, rezydencjalna zabudowa mieszkaniowa, domy letniskowe). Główną osią zainwestowania jest droga krajowa nr 5 Bydgoszcz-Gdańsk.
Nad jeziorem Borówno zlokalizowany jest ośrodek wypoczynku weekendowego (kąpielisko, pole namiotowe) oraz zabudowa letniskowa (ok. 250 działek).

### Ochrona przyrody
Na Wysoczyźnie Osielskiej, na południowy wschód od jeziora Borówno położony jest florystyczny rezerwat przyrody Augustowo. Południowa część mikroregionu leży w strefie Zespołu Nadwiślańskich Parków Krajobrazowych i równocześnie w strefie zasilania ujęć wody pitnej w Lesie Gdańskim.
Szczególnej ochronie zasobów przyrodniczych oraz kontroli procesów zainwestowania podlega rejon przyległy do tych obszarów: okolice Czarnówczyna, Myślęcinek oraz górny taras Fordonu.